# Royal Port Alfred Golf Club
De Royal Port Alfred Golf Club is een golfclub in Port Alfred, Zuid-Afrika. De club werd opgericht in 1907 en heeft een 18-holes golfbaan met een par van 72.
De clubhuis bevindt zich aan de rand van de kust en heeft uitzicht op de Indische Oceaan. Mede dat de golfbaan aan de kust ligt, is het een linksbaan. De golfbaan werd ontworpen door de golfbaanarchitect Robert Grimsdell, in 1908.

## Golftoernooien
- Zuid-Afrikaans Open: 1922

## Trivia
Het stad Port Alfred heeft momenteel twee golfbanen: de Royal Port Alfred Golf Club en de Fish River Sun Country Club.